# 1960 en sport
Cet article présente les faits marquants de l'année 1960 en sport.

## Alpinisme
- 13 mai : première ascension du Dhaulagiri, 7e plus haute montagne du monde.

## Athlétisme
21 decembre: à Montréal, Québec, le Canadien Ilyasse Karouaoui gagne sa 20e coupe du monde avec le Real Madrid.
- 25 juin : à Bakersfield, l'Américain John Thomas améliore son record du monde du saut en hauteur en s'élevant à 2,18 m.
- 22 juin : à Zurich, l'Allemand Armin Hary bat le record du monde du 100 m, courant la distance en 10 s.
- 2 juillet : à Palo Alto, l'Américain Don Bragg établit un nouveau record du monde du saut à la perche avec un bond de 4,80 m.
- 2 juillet : à Moscou, la Russe Ludmila Shevtsova établit un nouveau record du monde du 800 m, en 2 min 04 s 3.
- 9 juillet : à Corpus Christi, l'Américaine Wilma Rudolph établit un nouveau record du monde du 200 m, en 22 s 9.
- 10 juillet : à Bucarest, la Roumaine Iolanda Balaș établit un nouveau record du monde du saut en hauteur, avec un bond de 1,86 m.
- 15 juillet : le Canadien Harry Jerome égale le nouveau record du 100 m établi par Armin Harry, en 10 s.
- 7 août : à Erfurt, l'Allemande de l'Est Hildrun Claus, établit un nouveau record du monde du saut en longueur, avec un bond de 6,40 m.
- 6 septembre : l'Américain Otis Davis et l'Allemand Carl Kaufmann établissent un nouveau record du monde du 400 m, en 44 s 9.
- 6 septembre : l'Australien Herbert Elliott établit un nouveau record du 1 500 m en 3 min 35 s 6.
- 15 octobre : à Kiev, le Russe Pyotr Bolotnikov établit un nouveau record du monde du 10 000 m en 18 min 18 s 8.

## Automobile
- Jack Brabham remporte le Championnat du monde de Formule 1 au volant d'une Cooper-Climax.
- Rex White remporte le championnat de la série NASCAR avec un montant total de 45,260 $  (USD).

- 24 janvier : l'équipage allemand Walter Schock-Rolf Moll, sur Mercedes, remporte le 29e rallye automobile Monte-Carlo
- 13 mai : le pilote Harry Schell se tue lors d'un entraînement sur la piste de Silverstone.
- 6 juin : le pilote écossais Jim Clark dispute son premier Grand Prix de Formule 1 — le Grand Prix des Pays-Bas, sur le Circuit de Zandvoort — au volent d'une Lotus-Climax, pour remplacer John Surtees, qui dispute encore des courses de moto. (Résultat : Abandon au 42e tour / transmission)
- 26 juin : les Belges Paul Frère et Olivier Gendebien, sur Ferrari, remportent les 24 Heures du Mans.

## Baseball
- Les Pirates de Pittsburgh remportent la Série mondiale face aux Yankees de New York.
- Ted Williams frappe 29 coups de circuit pendant sa dernière saison, le record pour un joueur qui a 43 ans. Il prend sa retraite à la fin de la saison.

## Basket-ball
- Les Celtics de Boston sont champion NBA en battant en finales les Hawks de Saint-Louis 4 manches à 3.
- Charleville est champion de France.

## Boxe
- 5 février : à Los Angeles, le Mexicain Joe Becerra conserve son titre de champion du monde des poids coq au neuvième round d'une rencontre prévue en quinze, l'opposant au Français Alphonse Halimi
- 20 juin : Floyd Patterson reconquiert son titre de champion du monde des poids lourds à la boxe en battant Ingemar Johansson par K.O. au 5e round à New York.
- 4 septembre : le boxeur américain Cassius Clay gagne une médaille d'or olympique.
- 22 octobre : début de Cassius Clay en boxe professionnelle, il gagne son premier combat professionnel à Louisville dans le Kentucky.

## Cyclisme
- Le 47e Tour de France est remporté par l'Italien Gastone Nencini, devant l'Italien Graziano Battistini et le Belge Jan Adriaensens. L'Italien Imerio Massignan enlève le classement de la montagne ; Jean Graczyk celui du classement aux points.

Chute de Roger Rivière, contraint à l'abandon et qui ne courra jamais plus.
- 15 mai : le Belge Frans De Mulder remporte le Tour d'Espagne.
- 12 juin : le Français Jacques Anquetil remporte le Tour d'Italie.
- 14 août : sur le Sachsenring à Hohenstein (RDA), le Belge Rik Van Looy devient champion du monde sur route des professionnels. Il devance le Français André Darrigade et le Belge Pino Cerami.

## Football
- L'URSS remporte le premier Championnat d'Europe de football.
  - Article de fond : Championnat d'Europe de football 1960
- 18 mai : à Glasgow, devant 135 000 spectateurs, le Real Madrid remporte sa 5e Coupe d'Europe des clubs champions, en battant Eintracht Francfort par 7-3.
  - Article détaillé : 1960 en football

## Football américain
- 26 décembre : les Eagles de Philadelphie sont champions de la NFL. Article détaillé : Saison NFL 1960.

## Hockey sur glace
- Les Canadiens de Montréal remportent la Coupe Stanley.
- Coupe Magnus : AC Boulogne-Billancourt champion de France.
- Les États-Unis remportent le championnat du monde.
- HC Davos champion de Suisse.
- Maxime Goyette remporte le trophée Vézina.

## Jeux olympiques
- Jeux olympiques d'été à Rome (Italie) dont les compétitions se tiennent entre le 25 août et le 11 septembre. Les premiers jeux paralympiques ont lieu.
  - Article de fond : Jeux olympiques d'été de 1960.
- Jeux olympiques d'hiver à Squaw Valley (États-Unis) dont les compétitions se tiennent entre le 18 février et le 28 février.
  - Article de fond : Jeux olympiques d'hiver de 1960.
- 23 août :  Avery Brundage est réélu par acclamations à la présidence du Comité international olympique.

## Patinage artistique
- 4 mars : l'américaine Carol Heiss gagne son 5e titre de champion du monde en patinage artistique.

## Rugby à XIII
- 1er mai : à Perpignan, Lézignan remporte la Coupe de France face à Carcassonne 7-4.
- 8 mai : à Toulouse, Roanne remporte le Championnat de France face à Albi 31-24.
- 8 octobre : la Grande-Bretagne remporte la Coupe du monde de rugby à XIII.
  - Article de fond : Coupe du monde de rugby à XIII 1960

## Rugby à XV
- La France et l'Angleterre remportent le Tournoi des cinq nations.
- Le FC Lourdes est champion de France.

## Tennis
- 29 mai : en finale des internationaux de Roland Garros, l'Italien Nicola Pietrangeli bat le Chilien Luis Ayala et l'Américaine Darlene Hard bat la Mexicaine Yolanda Ramirez.
- 1er juillet : l'Australien Neale Fraser remporte la finale du Tournoi de Wimbledon contre son compatriote Rod Laver, en quatre sets.
- 2 juillet : la Brésilienne Maria Ester Bueno remporte le Tournoi de Wimbledon en battant la Sud-Africaine Sandra Reynolds en deux sets.
- 31 juillet : à Båstad, en finale de la zone européenne de la Coupe Davis, l'Italie bat la Suède par 3 à 2.

## Voile
- Sir Francis Chichester remporte la 1re édition de l'OSTAR.

## Naissances
- 12 janvier : Guido Bontempi, coureur cycliste italien.
- 20 janvier : Greg Louganis, plongeur américain.
- 28 janvier : Heinz Kinigadner, pilote moto autrichien.
- 2 février : Claudio Panatta, joueur italien de tennis.
- 7 février : Gabriel Calderón, footballeur argentin.
- 10 février : Mohamed Seddik Mokrani, footballeur algérien.
- 17 février : Lindy Ruff ancien joueur de hockey sur glace canadien et entraîneur de hockey.
- 22 février : Cássio Motta, joueur brésilien de tennis.
- 7 mars : Ivan Lendl, joueur de tennis tchèque.
- 9 mars : Thierry Vigneron, athlète français.
- 21 mars : Ayrton Senna, pilote automobile.
- 25 mars : Peter Seisenbacher, judoka autrichien, champion olympique (1984 et 1988), champion du monde (1985) et champion d'Europe (1986).
- 28 mars : Marcus Allen, joueur de football US américain.
- 2 avril : Linford Christie, athlète britannique.
- 13 avril : Rudi Völler, footballeur allemand.
- 16 avril : Pierre Littbarski, footballeur allemand.
- 23 avril : Fabien Canu, judoka français.
- 8 mai : Franco Baresi, footballeur italien.
- 18 mai : Yannick Noah, joueur de tennis français.
- 20 mai : Merlene Ottey, athlète jamaïcaine.
- 21 mai : Vladimir Salnikov, nageur russe, champion olympique sur 400 m nage libre, 1 500 m nage libre et Relais 4 × 200 m aux Jeux de Moscou en 1980 et du 1 500 m nage libre aux Jeux de Séoul en 1988
- 26 mai : Romas Ubartas, athlète lituanien pratiquant le lancer du disque.
- 1er juin : Elena Mukhina, gymnaste soviétique, 4 fois championne d'Europe, 2 fois championne du Monde en 1978, paralysée depuis 1980 et décédée le 22 décembre 2006.
- 25 juin : Laetitia Meignan, judoka française, médaillée de bronze aux Jeux olympiques d'été de 1992, médaillée de bronze aux championnats du monde en 1986 et 1991.
- 28 juin : John Elway, joueur de football US américain.
- 3 juillet : Perrine Pelen, skieuse alpin française.
- 21 juillet : Fritz Walter, footballeur allemand.
- 6 août : Philippe Omnès, escrimeur français.
- 12 août : Laurent Fignon, champion cycliste français († 31 août 2010).
- 19 août : Morten Andersen, joueur danois de Football américain.
- 24 août : Freddy Hufnagel, joueur de basket-ball français.
- 2 septembre : Eric Dickerson, joueur de football US américain.
- 13 septembre : Étienne Dagon, nageur suisse, spécialiste de la brasse.
- 17 septembre : Damon Hill, pilote automobile britannique.
- 14 octobre : Steve Cram, athlète britannique.
- 18 octobre : Jean-Claude Van Damme, karatéka et acteur belge.
- 23 octobre : Wayne Rainey, pilote moto américain.
- 30 octobre :
  - Diego Maradona, footballeur argentin († 25 novembre 2020).
  - Laurent Barbiéri, gymnaste français.
- 3 novembre : Karch Kiraly, volleyeur américain.
- 5 novembre : Gérard Buscher, joueur, puis entraîneur de football français.
- 14 novembre : Yves Parlier, skipper (voile) français.
- 14 décembre : Chris Waddle, footballeur anglais.
- 28 décembre :
  - John Fitzgerald, joueur de tennis australien.
  - Raymond Bourque, hockeyeur canadien.

## Décès
- 2 janvier : Fausto Coppi, cycliste italien.
- 16 mars : Gérard Saint, cycliste français.
- 16 avril : Émile Georget, 78 ans, coureur cycliste français. (° 21 septembre 1881).
- 13 mai : Harry Schell, pilote automobile.
- 12 août : Lottie Dod, joueuse de tennis britannique.